# Equipo Demócrata Cristiano del Estado Español
El Equipo de la Democracia Cristiana Española, posteriormente renombrado como Equipo Demócrata Cristiano del Estado Español, fue una agrupación de partidos democristianos españoles que militaba en la oposición a la dictadura franquista.

## Historia
El Equipo se formó en Taormina (Italia) durante el XVII Congreso Europeo de los Partidos Demócratacristianos, entre el 9 y el 12 de diciembre de 1965. La creación del Equipo fue una exigencia del organismo que agrupaba a los partidos democristianos europeos, que sólo contemplaba un afiliado por país. Los miembros iniciales del Equipo fueron Izquierda Democrática, de Joaquín Ruiz-Giménez; Partido Nacionalista Vasco (PNV) y Unió Democràtica de Catalunya (UDC).
Poco después se unió la Democracia Social Cristiana, de José María Gil-Robles, no sin las reticencias de los nacionalistas vascos y catalanes.
Al principio, el Equipo no actuó como tal. Solo en marzo de 1973 se llevaron a cabo las Primeras Jornadas del Equipo Democratacristiano del Estado Español (EDCEE) en la abadía de Montserrat, en las cuales se definió un programa federalista. Poco después, ingresó en el Equipo Unió Democràtica del País Valencià (UDPV), en tanto que Democracia Social Cristiana se transformaba en la Federación Popular Democrática (FPD) en 1975.
En todo caso, el Equipo no desarrolló una acción política unitaria, con cada uno de los partidos, especialmente los nacionalistas vascos y catalanes, actuando por libre. En 1976 se creó el Partido Popular Galego, incluyendo militantes gallegos de Izquierda Democrática, el cual participó en las actividades del Equipo pero sin integrarse en él. En 1977 Izquierda Democrática y la Federación Popular Democrática se unían creando la Federación de la Democracia Cristiana.
En las elecciones generales de 1977, la candidatura del Equipo Demócrata Cristiano del Estado Español fue una coalición entre el FPD e ID, incluyendo a UDPV en la actual Comunidad Valenciana pero sin contar con al Partido Popular Galego aunque apoyándolo, ni presentarse en Cataluña, donde quien lo hacía era la Unió del Centre i la Democràcia Cristiana de Catalunya, una coalición que incluía a UDC, ni el País Vasco, donde apoyaba a Euskal Kristau Demokrazia. Los resultados fueron muy malos (215 841 votos, 1,18 %), sin conseguir el Equipo ningún escaño en el Congreso, razón por la cual se disolvió y sus miembros se pasaron a la Unión de Centro Democrático o a Alianza Popular.

## Integrantes
Al momento de las elecciones de 1977, el Equipo Demócrata Cristiano del Estado Español estaba compuesto por:
- Federación de la Democracia Cristiana
  - Federación Popular Democrática
    - Democracia Cristiana de Castilla
    - Democracia Cristiana Vasca
    - Democracia Cristiana Murciana
    - Democracia Cristiana del Oeste
    - Democracia Cristiana Aragonesa
    - Democracia Cristiana Andaluza

  - Izquierda Democrática
- Unió del Centre i la Democràcia Cristiana de Catalunya
  - Unión Democrática de Cataluña
  - Centre Català
- Unió Democràtica del País Valencià
- Partido Popular Galego
- Agrupación Popular Navarra[3]